# 斯特芬·策斯纳
斯特芬·策斯纳（德語：Steffen Zesner，1967年9月28日—），德国男子游泳运动员。他曾代表东德、德国参加1988年、1992年和1996年夏季奥林匹克运动会游泳比赛，获得一枚银牌和三枚铜牌。